# Шахрезурское царство
Шахрезу́р (Шахрезу́рское ца́рство; старокурдск. Šāhr-e zör, пехл. 𐭧𐭱𐭩𐭦𐭥𐭧𐭥𐭬; лат.: Šahrēzōr), также Курданша́хр (323 до н. э. — 226 н. э.) — одна из пяти мидийских сатрапий в Сасанидской империи, существовавшая как автономное царство на территории современного западного Ирана и северо-востока Ирака.
Имела в разный период как и независимый, так и полуавтономный статус. Наряду с Кордуеной, Шахрезур был одним из последних полуавтономных королевств эпохи Сасанидов.
Столица — город Керманшах. Население Шахрезура состояло преимущественно из курдских племен, иных ираноязычных народностей, евреев, луллубеев и ассирийцев

## Этимология
Не существует единого мнения о значении слова «Шахрезур». Всего существует две версии этимологии данного топонима:
- от şah — «царь» + rezûr — «лес», буквально — «царский лес»;
- от şahr — «царство» + zor — «власть», «сила».

«Курданшахр» — название в среднеперсидских источниках во время правления династии Керм с 323 до н. э. до 226 н. э. и означает «Царство курдов».

## История

### Керм
С 323 года до н. э. Курданшахром (Шахрезуром) управляли ряд курдских племен под руководством династии Керм (со старокурдск. «змея»). Из арабо-персидских источников известно, что, захватив власть в Парсе, Ардашир предпринял походы против правителей прибрежных областей — Кермана и Мекрана в Курданшахре. Согласно Карнамаку, Ардашир, бросив вызов курдам и собрав войско в 4 тыс. человек, сразился с Кермом и его хозяином Хафтобатом, на стороне которых выступали войска Синда, Мекрана и других прибрежных районов. Возможно, однако, что владетели некоторых провинций Кермана и Мекрана оказывали поддержку Ардаширу: о том, что их представители были в войске Сасанидов, говорится в третьей фразе VII главы Книги деяний.
После двухлетней войны (224 — 226 г. н. э.), которую вел персидский король Ардашир Папакан против курдских племен в Курданшахре, по соглашению двух сторон, курдский шах Каюс из Мидии был назначен царём для управления Кирманшахом, что положило началу Каюсидам с момента смещения династии Керм.

### Каюсиды
Династия Каюсидов пришла к власти в 226 году н. э. Под их контролем был также Так-е Бостан, находящийся в непосредственной близости от точки торговли Великого шёлкового пути. Скала, на которой высечены изображения, находится рядом со священным источником зороастрийцев.

В записях Ардашира, сына Папакана, написано, что после смерти Александр, житель Арума, на территории Ирана было двести сорок князей. Спахан, Парс и ближайшие к ним пограничные земли находились в руках Арвадана, вождя (короля). Бабаг был пограничным губернатором Парса и был одним из уполномоченных, назначенных Ардаваном. Резиденция Ардавана находилась в Стахре, то есть Персеполе. И у Бабага не было сына, чтобы сохранить его имя. И Сасан был пастухом, нанятым Бабагом, который всегда оставался с лошадьми и скотом (принадлежащими последнему), и он был (потомком) из рода (короля) Дараб. Во время злого правления Александра потомки Дараба уединенно жили в отдаленных землях, скитаясь с курдскими пастухами. 
«... Pad kārnāmag ī ardaxšīr ī pābagān ēdōn nibišt ēstād kū pas az marg ī alaksandar ī hrōmāyīg ērānšahr 240 kadag-xwadāy būd. spahān ud pārs ud kustīhā ī awiš nazdīktar pad dast ī ardawān sālār būd. pābag marzobān ud šahryār ī pārs būd ud az gumārdagān ī ardawān būd. ud pad staxr nišast. ud pābag rāy ēč frazand ī nām-burdār nē būd. ud sāsān šubān ī pābag būd ud hamwār abāg gōspandān būd ud az tōhmag ī dārā ī dārāyān būd ud andar dušxwadāyīh ī alaksandar ō wirēg ud nihān-rawišnīh ēstād ud abāg kurdān šubānān raft...» 
Шахрезур и его король Яздан Кард упоминаются в Карнамаге, книге персидской мифологии Ардашира I, а также в надписи Нарсе рядом с Гармианом.
В VI веке некоторые жители региона, принявшие христианство, подверглись преследованиям со стороны Сасанидов. Одним из ярких примеров этого преследования является убийство епископа Шахдоста Шахрезури и 128 его последователей.
В 380 году н. э. Арташир II убил последнего шахрезурского короля Думбаванда Висамакана. В скалистом отроге гор в современной провинции Керманшах были обнаружены ряд гробниц, относящихся ко времени правления Каюсидов.

После падения Сасанидов и арабского завоевания Ирана, в том же регионе в 959 году была основана курдская шиитская династия Хасануиды из племени Барзикани.

Коронация Арташира II, Так-е Бостан, Керманшах
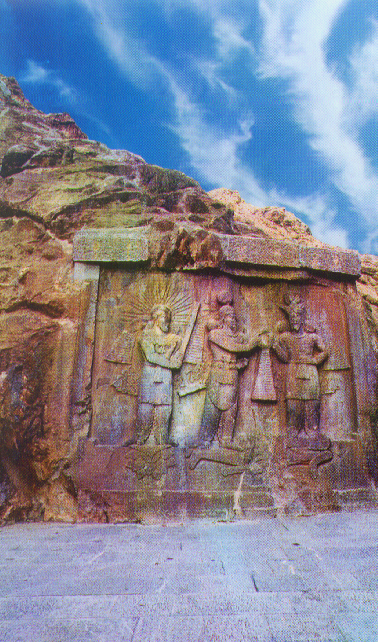
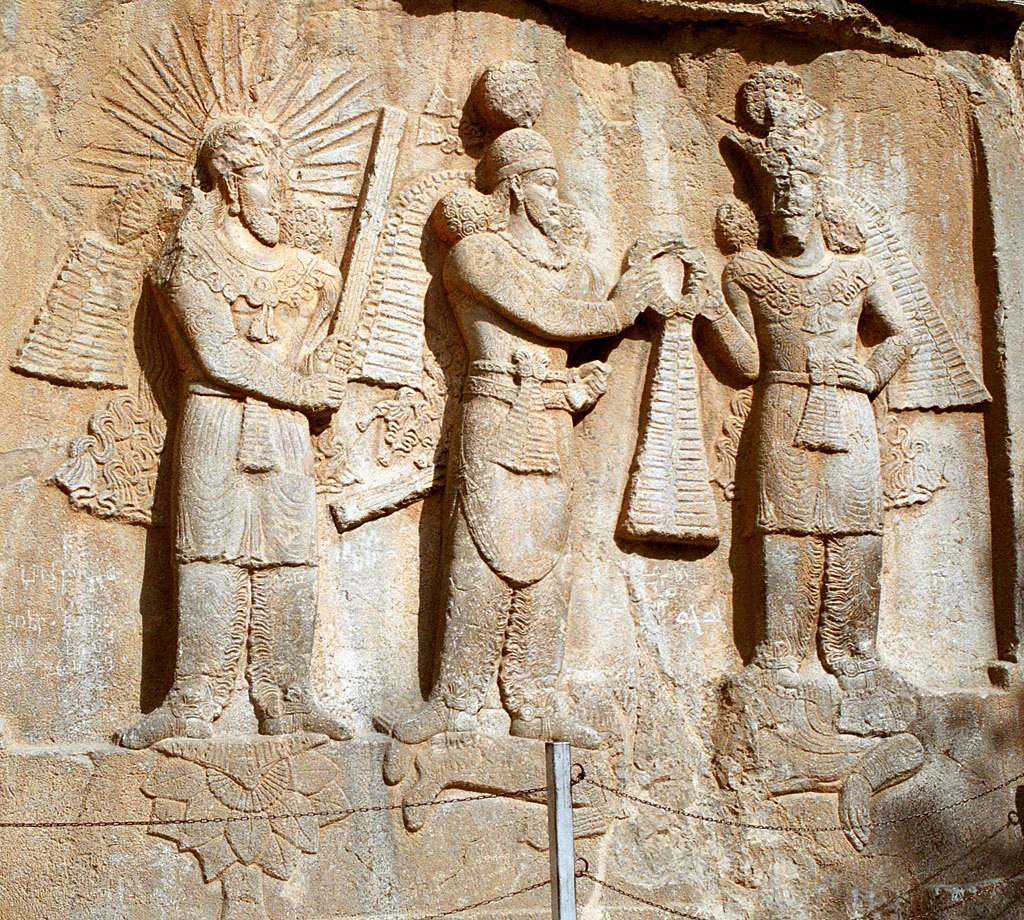

## География
Шахрезур находился к югу и югу-западу от озера Урмия на современных горных территориях западного Ирана и северо-востока Ирака (вплоть до Адиабены). В эпоху Сасанидов Шахрезур считался одной из пяти сатрапий мидийцев, — древнего иранского народа. Причем его население в источниках того времени упоминается курдами («kurdān»), а правители — «курдскими царями мидийцев».

## Население
Населяли Шахрезур преимущественно ираноязычные курдские племена (курдухов), также предполагается, что существовала еврейская колония. Доиранское население состояло из луллубеев, которые со временем ассимилировались с курдами, став одним из важных компонентов их этногенеза. Курды региона занимались полукочевым скотоводством.

## Список правителей

### Керм
- Керм (до 226 г. н. э.) — курдский царь Кирманшаха, под руководством которого находились остальные курдские регионы[15];
  - Хафтобат (до 226 г. н. э.) — соратник Керма, стоящий возможно его выше по статусу и влиянию.

### Каюсиды
- Каюс (с 226 г. н. э. по III век н. э.) — основатель династии Каюсидов, получивший власть после поствоенного соглашения с Сасанидами[5];
- Яздан Кард (III век н. э. — начало IV века н. э.) — курдский шах Шахрезура, упоминаемый в Карнамаге;
- Думбаванд Висамакан (IV век н. э. — 380 г. н. э.) — последний шах Шахрезура. Был убит Арташиром II.